# (1959) Karbychev
(1959) Karbychev (officiellement (1959) Karbyshev ; désignation provisoire 1972 NB) est un astéroïde de la ceinture principale, découvert le 14 juillet 1972 par Lioudmila Jouravliova à l'observatoire d'astrophysique de Crimée en Ukraine. 
Il a été nommé en hommage à Dmitri Karbychev, militaire soviétique.